# Кјуза (Салерно)
Кјуза је насеље у Италији у округу Салерно, региону Кампанија.
Према процени из 2011. у насељу је живело 36 становника. Насеље се налази на надморској висини од 243 м.